# Памятник матросам-пехотинцам (Металлострой)

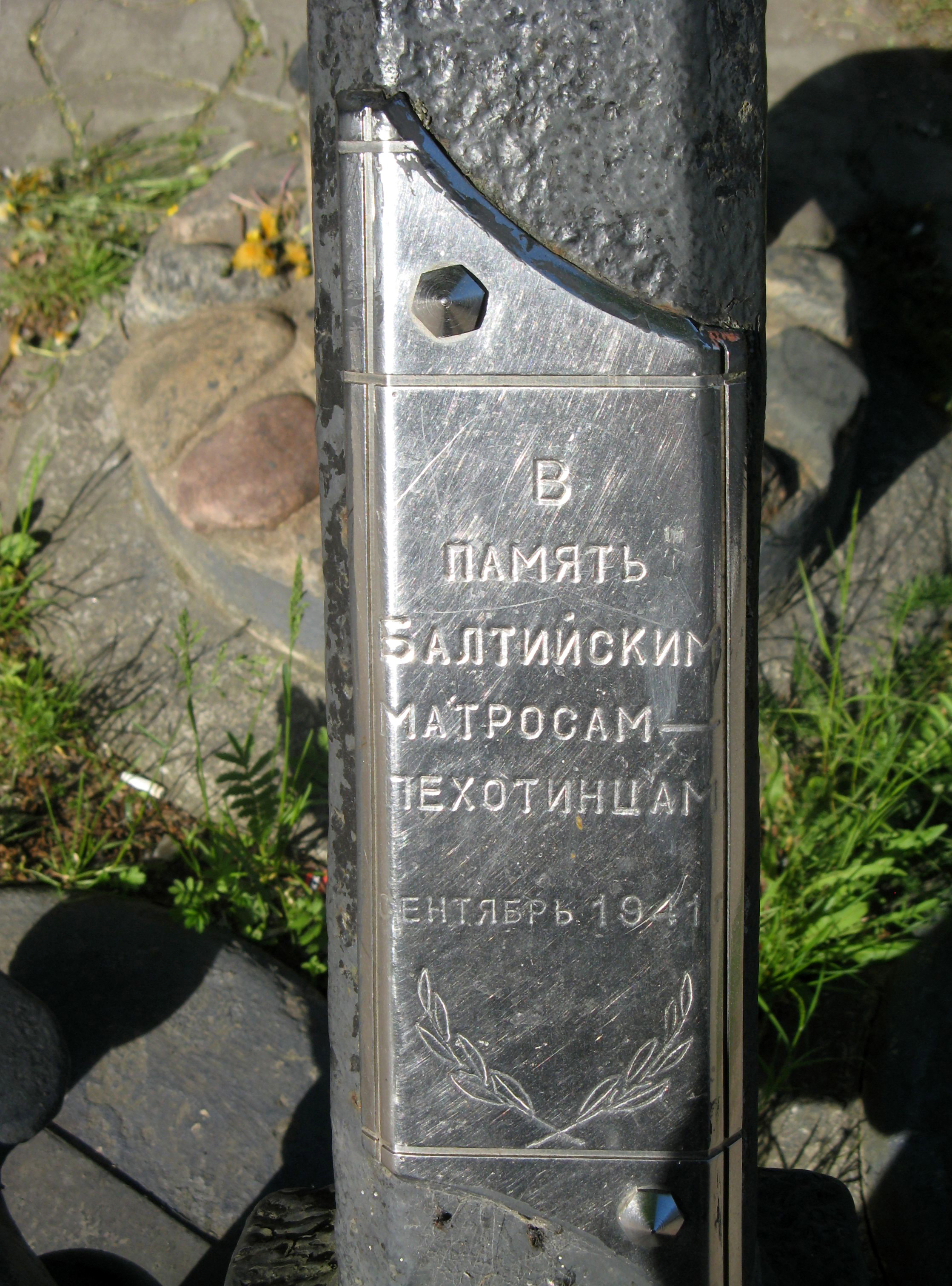
Надпись на памятнике

Памятник матросам-пехотинцам установлен в честь моряков Краснознамённого Балтийского флота, выполнявшим свой воинский долг на воде и на суше в ходе обороны Ленинграда. Располагается в посёлке Металлострой (Колпинский район Санкт-Петербурга) по адресу Полевая улица, 5А (у пересечения с Луговой улицей).
Памятник был внесён в единую Книгу Памяти под номером 26049 в мае 2013 года.
Моряки-пехотинцы сыграли значимую роль в обороне Ленинграда. Для боевых действий на суше Балтийским флотом было выделено 125 000 матросов и офицеров. Из них на Ленинградский фронт было направлено 87 635 человек.
Морская пехота Ладожской флотилии воевала как в составе собственных бригад и батальонов, так и входя в войсковые соединения других войск.
В память и траурные даты около памятников Металлостроя проводятся митинги и проходит церемония возложения цветов.

## Описание памятника
Памятник представляет собой чугунный якорь, установленный на подставках, выполненных из швартовочных кнехт, и закреплённый при помощи корабельной якорной цепи. На якоре укреплена памятная табличка из нержавеющей стали, на которую нанесён текст:
«В память балтийским матросам-пехотинцам. Сентябрь 1941»
Ниже надписи на табличке выгравированы две схематично изображённых пальмовых ветви.
Табличка прикреплена к якорю морскими заклёпками.